# تخم‌شناسی

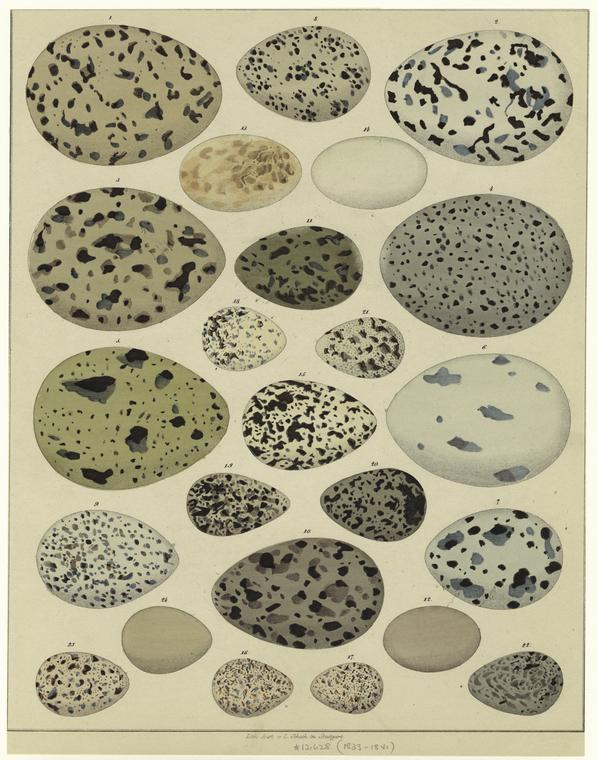
تصویر اواسط سدهٔ نوزدهم که تخم‌های تعدادی از گونه‌های پرندگان را نشان می‌دهد

تخم‌شناسی (یا اوولوژی) (به انگلیسی: Oology)، شاخه‌ای از پرنده‌شناسی است که به مطالعه تخم‌ها، لانه‌ها و رفتار زادآوری پرندگان می‌پردازد. این کلمه از واژهٔ یونانی oion به معنای تخم‌مرغ گرفته شده است. تخم‌شناسی همچنین می‌تواند به سرگرمی جمع‌آوری تخم پرندگان وحشی اشاره داشته باشد که گاهی جمع‌آوری تخم، لانه‌یابی پرندگان یا تخم‌یابی نامیده می‌شود، که اکنون در بسیاری از حوزه‌های قضایی غیرقانونی است.

## تاریخچه
تخم‌شناسی در طول دهه ۱۸۰۰ به‌طور فزاینده‌ای در بریتانیا و ایالات متحده محبوب شد. مشاهده پرندگان از راه دور دشوار بود زیرا دوربین‌های دوچشمی با کیفیت بالا به آسانی در دسترس نبود؛ بنابراین شلیک به پرندگان یا جمع‌آوری تخم‌های آنها اغلب کاربردی‌تر بود. در حالی که جمع‌آوری تخم‌های پرندگان وحشی توسط افراد غیرحرفه‌ای در سدهٔ نوزدهم و اوایل سدهٔ بیستم به عنوان یک فعالیت علمی قابل احترام در نظر گرفته می‌شد، پس از اواسط سدهٔ بیستم به‌طور فزاینده‌ای به عنوان یک سرگرمی و نه یک رشته علمی پنداشته می‌شد.
در دهه ۱۹۶۰، درک راتکلیف، طبیعت‌شناس، تخم‌های شاهین بحری از مجموعه‌های تاریخی را با نمونه‌های تازه پوسته تخم مقایسه کرد و توانست کاهش ضخامت پوسته را نشان دهد. سپس آشکار شد که این امر به دلیل ارتباط بین کاربرد آفت‌کش‌هایی مانند ددت و دی‌الدرین توسط کشاورزان و کاهش جمعیت بریتانیایی پرندگان شکاری است.

### مجموعه‌های پژوهشی عمده
- موزه تاریخ طبیعی لندن (۶۱۰۰۰۰ تخم)، انگلستان
- موزه تاریخ طبیعی دلاور (۵۲۰۰۰۰ تخم)، ایالات متحده
- مجموعه (کلکسیون) اچ.ال. وایت، ملبورن، استرالیا
- موزه ملی تاریخ طبیعی واشینگتن (۱۹۰۰۰۰ تخم)، واشینگتن دی‌سی، ایالات متحده
- موزه تولوز (۱۵۰۰۰۰ تخم)، تولوز فرانسه
- موزه شهرستان سن برناردینو (۴۱۰۰۰ دسته‌تخم با ۱۳۵۰۰۰ تخم)[۲]
- بنیاد غربی جانورشناسی مهره‌داران (۱۹۰۰۰۰ دسته‌تخم با بیش از ۸۰۰۰۰۰ تخم)، کالیفرنیا، ایالات متحده
- موزه تاریخ طبیعی سانتا باربارا (موزه پیشین تخم‌شناسی مقایسه‌ای) (۱۱۰۰۰ مجموعه تخم از ۱۳۰۰ گونه)، سانتا باربارا، کالیفرنیا، ایالات متحده